# Хюбнер, Макс (антифашист)
Макс Хюбнер (9 ноября 1891 — ?) — антифашист, участник движения сопротивления в Германии, советский разведчик, член разведывательной сети «Красная капелла».

## Биография
Родился 9 ноября 1891 года в семье пекаря и заводского мастера Эмиля Хюбнера и его жены Марии, урождённой Роземейер. У них родилось восемь детей.
В ноябре 1918 года вступил в Союз Спартака. Принимал участие в революционной борьбе в Берлине, работая в ежеквартальной газете и участвуя в демонстрации перед полицай-президиумом.
В декабре 1920 года вступил в КПГ. Вёл политическую пропаганду в жилых кварталах Берлин-Крайсберга. В это же время служил в акционерном обществе «Хеннигсдорф», сочетая свою деятельность с работой в окружном комитете профсоюзов. В 1920 году принимал участие в подавлении капповского путча, в 1924 году был одним из организаторов забастовки в обществе Хеннигсдорф, вследствие чего попал в чёрный список и после окончания забастовки уволен из общества.
В 1924—1926 годах, будучи безработным, занимался распространением газеты Роте Фанке и Вельт ам Абенд. В качестве казначея собирал в жилых кварталах взносы для КПГ.
В 1927—1929 годах Хюбнер кассир на фирме Гримм в Крайсберге, здесь он проживал на Райхенбергштрассе, 159. Женился на Герде, урождённой Грассман, от этого брака уних родилась дочь.
В 1928 году с помощью своего брата Артура изготавливал документы для членов КПГ.
В 1929 году приобрёл магазин радио и фототоваров в Берлин-Шенеберге на Гебенштрассе, 18, финансирование которого осуществлял его брат при поддержке КПГ.
В 1931 году предоставил помещение магазина для двух советских граждан, которые должны были изготавливать фальшивые паспорта. Макс Хюбнер и его помощник, племянник Иоганн Везолек, проводили для этой цели в подсобном помещении всю предварительную работу, также налаживали различные связи.
В мае 1933 года предприятие было переведено в Берлин-Шенеберг на Хауптштрассе 102. Продолжалась работа по изготовлению фальшивых паспортов. Подпольщики выступающие под вымышленными именами, часто менялись. Так продолжалось вплоть до лета 1937 года после чего все контакты с ними оборвались.
В 1938 году состоялась встреча Макса Хюбнера в Копенгагене с его братом Артуром, которому он не мог сообщить ничего нового из-за оборванных контактов и лишь передал ему распоряжение о необходимости выезда в СССР. В мае 1939 года исходя из финансовых соображении, все оставшиеся материалы для изготовления фальшивых документов были переданы отцу Макса Эмилю Хюбнеру.
Некоторое время Макс работал механиком на фирме Филипс до начала войны он выполнял обязанности мастера в фирме Шпрееверк в округе Берлин-Шпандау.
В 1941 году вместе с дочерью Хюбнер основал производство конвертов для полевой почты и наладил печатание листовок. Арестован 20 октября 1942 года в собственной квартире в Берлин- Крейсберге по адресу Рейхенбергштрассе , 159.
Доставлен в Центральное гестапо на Принцальбрехтштрассе, 8. 31 октября переведён в тюрьму Шпандау. Процесс проведён с 9 по 10 февраля 1943 года имперским военным судом. Приговорен к шести годам тюремного заключения за помощь в подготовке предательских действий и подделку документов. Дальнейшее отбывание наказания: 8 июня 1943 года отправлен в тюрьму Бранденбурга. Освобожден 27 апреля 1945 года частями Красной Армии.

## Семья
отец Хюбнер, Эмиль, брат Хюбнер, Артур, сестра Везолек, Фрида, племянник Везолек, Иоганн